# Stanislav Pacner
Stanislav Pacner (* 21. července 1969 Třebíč) je český (resp. moravský) římskokatolický duchovní, teolog, biblista.

## Životopis
Začal studovat elektrotechnickou fakultu na VUT v Brně. Po druhém ročníku přerušil studium a po krátké pracovní přestávce nastoupil do semináře v Litoměřicích. Po listopadu 1989 přestoupil na teologickou fakultu do Olomouce, v roce 1991 začal studovat teologii na Lateránské univerzitě v Římě. Zde v roce 1994 dokončil magisterské studium katolické teologie. Následující čtyři roky pokračoval v postgraduálním studiu na Papežském biblickém institutu v Římě a Hebrejské univerzitě v Jeruzalémě, kde získal Licenciát teologie (ThLic.) V letech 2000–2009 absolvoval doktorské studium teologie ve studijním oboru Biblická teologie na Gregoriánská univerzitě a Lateránské univerzitě v Římě a na Cyrilometodějské teologické fakultě Univerzity Palackého. Získal tak titul Th.D. Od devadesátých let vyučuje na Cyrilometodějské teologické fakultě Univerzity Palackého. Jeho odborným zaměřením jsou prorocké knihy Starého zákona a biblická hebrejština.
Přednáší témata Starého zákona v rámci biblických kursů brněnské diecéze,  vede také duchovně-formační setkání pro vedoucí střediska Radost. 
Kromě pedagogické práce působí jako duchovní ve farnostech brněnské diecéze. Od roku 2006 působil jako kooperátor ve farnosti Rousínov, od roku 2014 je farním vikářem ve farnosti Slavkov u Brna.
Jeho dva rodní bratři, Jan a Pavel, jsou rovněž kněžími brněnské diecéze (s Janem byl vysvěcen ve stejný den v červnu 1995).

## Výběrová bibliografie
Monografie
- Pacner, S., Důvěřovat v člověka a důvěřovat v Hospodina (Jer 17,5–13): Exegeticko-teologický výklad (Ediční řada – Monografie; Olomouc: UP 2010) 412 stran. ISBN 978-80-244-2657-0

Články a kapitoly v monografiích
- Pacner, S., „Vyznání zlořečícího proroka (Jr 20,7–18)“, Obtížné oddíly Zadních proroků (ed. M. Prudký) (Kostelní Vydří: KN 2016) 93–103. ISBN 978-80-7195-793-5
- Pacner, S., „Rozdíly mezi MT a LXX v Jer 1,1–19: Haplografie jako možné vysvětlení?“ ST 17, 2 (2015) 1–9. ISSN 1212-8570
- Pacner, S., „Šabat jako znamení svobody“ ST 15, 1 (2013) 1–23. ISSN 1212-8570
- Pacner, S., „Nemoc a uzdravení v Bibli“, Etiam per cor sanamus: Psychospirituální souvislosti konce života a umírání (Kol. aut.) (Brno: Marek Konečný 2013) 47–55. ISBN 978-80-244-3275-5
- Pacner, S., „Důvěra a naděje v Hospodina jako postoj vůči strachu“, Podněty starozákonní literatury pro výchovu a formaci (S. Pacner – P. E. Herciková – A. Mackerle) (Ediční řada – Monografie; Olomouc: UP 2011) 109–173. ISBN 978-80-244-2910-6
- Pacner, S., „Naděje ve Starém zákoně: Pokus o filologickou a sémantickou analýzu“, Láska z čistého srdce, z dobrého svědomí a z upřímné víry (1Tim 1,5): Studie věnované Ladislavu Tichému k 60. narozeninám (eds. P. Chalupa – L. Zajícová) (Olomouc: Univerzita Palackého 2008) 64–74. ISBN 978-80-244-1915-2